# コースト・スターライト

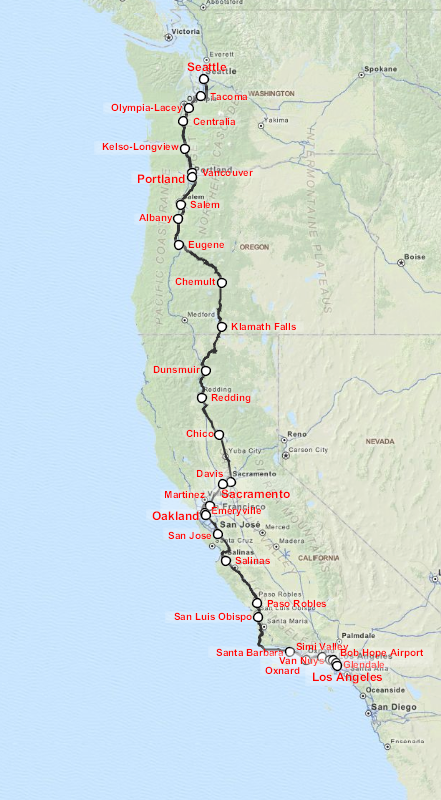
アムトラック コースト・スターライト (interactive map)

コースト・スターライト (英語: Coast Starlight) は、アメリカ合衆国の西海岸、シアトル(ワシントン州)とロサンゼルス(カリフォルニア州)の間、2216kmを1泊2日約35時間で結ぶアムトラックの長距離旅客列車である。
2013年度の統計では、1日あたり1,314人の旅客が利用した。

## 沿革
コースト・スターライトは初めて西海岸を通して走るようになった列車である。アムトラック発足以前はコースト・デイライトがロサンゼルスとサンフランシスコの間を、カスケードがオークランドとポートランドの間を結ぶという形で二つの列車に分かれていた。（サンフランシスコとオークランドは互いにごく近い。）
かつてこの列車は高い定時性を誇っていたが、2006年頃には貨物列車の増発と保守不足による線路状態の悪化から遅延が慢性化し、"Coast Starlate"と揶揄されることになった。2014年7月から過去1年間の定時運行率は約80%に留まっている。
アメリカ合衆国のテレビドラマシリーズ、"ビッグバン★セオリー"の第2シーズン第17話"ターミネーター キャメロンVSオタクの法則"では、始めから終わりまでコースト・スターライトの車内で話が進む。

## 運行経路
南行北行とも、朝始発駅を出発して翌日の夜に終着駅に着く。途中、ポートランド、サクラメント、エメリービル / オークランド(サンフランシスコへの連絡駅)、サンノゼ、サンタバーバラなどの都市を通り、途中29駅に停車する。"コースト"は太平洋岸地方という意味で、大部分の区間では内陸を走り、太平洋が見える海岸線を走るのはサンタバーバラ付近だけである。
サンフランシスコと連絡するバスの接続は、ロサンゼルス行から降りた場合とシアトル行に乗る場合はエメリービル駅で乗り換え、シアトル行から降りた場合とロサンゼルス行に乗る場合はオークランド駅で乗り換えとなる。つまり「降りる人が先」になっている。
サクラメントとサンノゼの間ではキャピトル・コリドーと、サンルイスオビスポとロサンゼルスの間ではパシフィック・サーフライナーと運転区間が重なっている。
線路の所有者と区間は以下の通り。
- BNSF鉄道: シアトル - ポートランド
- ユニオン・パシフィック鉄道: ポートランド - ムーアパーク
- 南カリフォルニア地域鉄道局（メトロリンク）: ムーアパーク - ロサンゼルス

## 車両

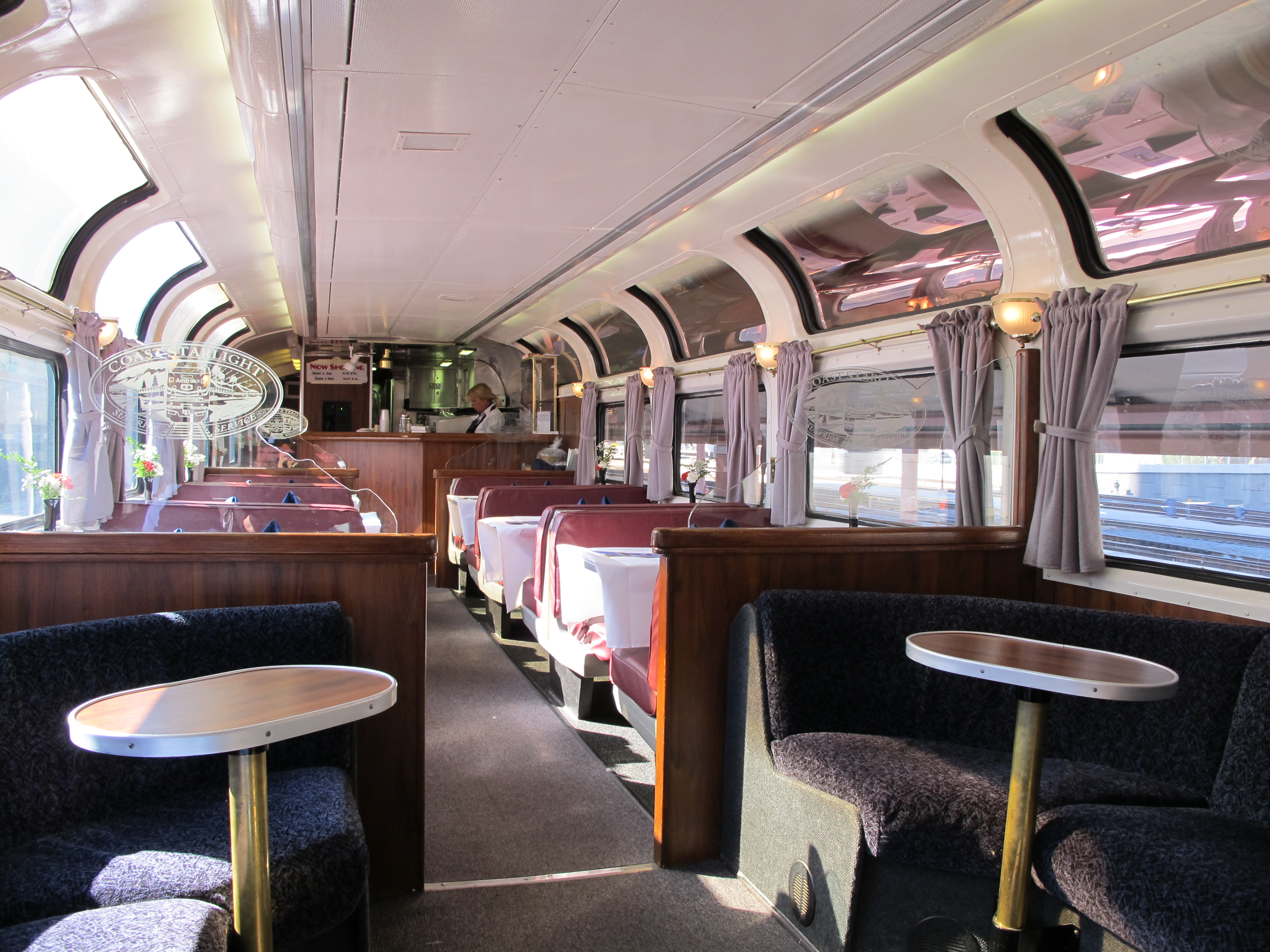
パシフィック・パーラーカーの2階客室

この列車はロサンゼルスの車両基地(Amtrak 8th Street Yard)に所属する4本の編成を使って運行されている。Wi-Fiスポットも設置されている。
他の多くの長距離路線と同じくスーパーライナーを基本としているが、ハイレベル・カー(Hi-Level Car)を1両連結していることが特徴である。これは1950年代から1960年代にかけてサンタフェ鉄道の列車「エル・キャピタン」向けにバッド社が製造した2階建て客車で、後のスーパーライナーの原型である。
アムトラックは発足時に多数のハイレベル・カーを継承し、そのパーラー・カーを改造の上"パシフィック・パーラーカー"と名付けてこの列車で使用している。ハイレベル客車の多くはその後老朽化により廃車されたため、2014年現在も引き続き運転されているパーラー・カーは貴重な存在である。パーラー・カーは寝台利用客のみ立ち入りが認められており、後述の車内イベント開催時のほかは寝台客用ラウンジとして利用される。運行中には寝台利用客を対象にしたワイン・テイスティングなどのサービスが提供される。1階部分はシアターに改造されており、映画上映会が催される。これらのパーラー・カーにおけるサービスは他のアムトラック列車では見られない、この列車特有のものであったが、2018年1月、コストカットの一環から、アムトラックはパシフィック・パーラーカーの連結をとりやめることを告知した。
またスーパーライナーの1階にアーケードゲームを設置したアーケード・コーチという車両も連結している。
通常の編成は以下の通りである。
| - 機関車 GE P42DC - 機関車 GE P42DC - 荷物車 - スーパーライナー トランジション・スリーパー - スーパーライナー スリーパー(繁忙期に増結) - スーパーライナー スリーパー - スーパーライナー スリーパー - パシフィック・パーラーカー(スーパーライナーのラウンジなどで代用されることがある) - スーパーライナー ダイナー - スーパーライナー ラウンジ - スーパーライナー コーチ - スーパーライナー コーチ (アーケード・コーチ) - スーパーライナー コーチ - スーパーライナー コーチ (繁忙期に増結) |